# Campionato croato di calcio
Il campionato croato di calcio (Nogomet u Hrvatskoj) è organizzato dalla HNS ed ha come massima divisione la HNL (in croato Hrvatska nogometna liga).
Questa è formata da un girone di dieci squadre, con l'ultima retrocessa. Ogni squadra affronta tutte le altre quattro volte, per un totale di trentasei partite a stagione. Al secondo gradino troviamo la Prva nogometna liga, in cui partecipano dodici squadre che si affrontano ciascuna tre volte. Al terzo stadio c'è invece la Druga nogometna liga, che è composta da sedici squadre.
La squadra più titolata del massimo campionato è la Dinamo Zagabria, che ha vinto la maggior parte dei campionati dal 1992.
La vincitrice del campionato si qualifica per i preliminari di Champions League, mentre la seconda e la terza classificata, o la quarta se tra le precedenti c’è la vincitrice della coppa nazionale, partecipano ai turni preliminari della UEFA Europa Conference League.

## Attuale sistema
| Livelli | Divisioni                                     | Divisioni                                     | Divisioni                                     | Divisioni                                     | Divisioni                                     | Divisioni                                     | Divisioni                                     | Divisioni                                     | Divisioni                                     | Divisioni                                     | Divisioni                                     | Divisioni                                     | Divisioni                                     | Divisioni                                     | Divisioni                                     | Divisioni                                     | Divisioni                                     | Divisioni                                     | Divisioni                                     | Divisioni                                     |
| ------- | --------------------------------------------- | --------------------------------------------- | --------------------------------------------- | --------------------------------------------- | --------------------------------------------- | --------------------------------------------- | --------------------------------------------- | --------------------------------------------- | --------------------------------------------- | --------------------------------------------- | --------------------------------------------- | --------------------------------------------- | --------------------------------------------- | --------------------------------------------- | --------------------------------------------- | --------------------------------------------- | --------------------------------------------- | --------------------------------------------- | --------------------------------------------- | --------------------------------------------- |
| 1       | HNL 10 club 1 retrocessione                   | HNL 10 club 1 retrocessione                   | HNL 10 club 1 retrocessione                   | HNL 10 club 1 retrocessione                   | HNL 10 club 1 retrocessione                   | HNL 10 club 1 retrocessione                   | HNL 10 club 1 retrocessione                   | HNL 10 club 1 retrocessione                   | HNL 10 club 1 retrocessione                   | HNL 10 club 1 retrocessione                   | HNL 10 club 1 retrocessione                   | HNL 10 club 1 retrocessione                   | HNL 10 club 1 retrocessione                   | HNL 10 club 1 retrocessione                   | HNL 10 club 1 retrocessione                   | HNL 10 club 1 retrocessione                   | HNL 10 club 1 retrocessione                   | HNL 10 club 1 retrocessione                   | HNL 10 club 1 retrocessione                   | HNL 10 club 1 retrocessione                   |
| 2       | 1. NL 12 club                                 | 1. NL 12 club                                 | 1. NL 12 club                                 | 1. NL 12 club                                 | 1. NL 12 club                                 | 1. NL 12 club                                 | 1. NL 12 club                                 | 1. NL 12 club                                 | 1. NL 12 club                                 | 1. NL 12 club                                 | 1. NL 12 club                                 | 1. NL 12 club                                 | 1. NL 12 club                                 | 1. NL 12 club                                 | 1. NL 12 club                                 | 1. NL 12 club                                 | 1. NL 12 club                                 | 1. NL 12 club                                 | 1. NL 12 club                                 | 1. NL 12 club                                 |
| 3       | 2. NL 16 club                                 | 2. NL 16 club                                 | 2. NL 16 club                                 | 2. NL 16 club                                 | 2. NL 16 club                                 | 2. NL 16 club                                 | 2. NL 16 club                                 | 2. NL 16 club                                 | 2. NL 16 club                                 | 2. NL 16 club                                 | 2. NL 16 club                                 | 2. NL 16 club                                 | 2. NL 16 club                                 | 2. NL 16 club                                 | 2. NL 16 club                                 | 2. NL 16 club                                 | 2. NL 16 club                                 | 2. NL 16 club                                 | 2. NL 16 club                                 | 2. NL 16 club                                 |
| 4       | 3. NL Est 16 club                             | 3. NL Est 16 club                             | 3. NL Est 16 club                             | 3. NL Est 16 club                             | 3. NL Nordest 16 club                         | 3. NL Nordest 16 club                         | 3. NL Nordest 16 club                         | 3. NL Nordest 16 club                         | 3. NL Centro 16 club                          | 3. NL Centro 16 club                          | 3. NL Centro 16 club                          | 3. NL Centro 16 club                          | 3. NL Ovest 16 club                           | 3. NL Ovest 16 club                           | 3. NL Ovest 16 club                           | 3. NL Ovest 16 club                           | 3. NL Sud 16 club                             | 3. NL Sud 16 club                             | 3. NL Sud 16 club                             | 3. NL Sud 16 club                             |
| 5       | Četvrta nogometna liga, divisioni provinciali | Četvrta nogometna liga, divisioni provinciali | Četvrta nogometna liga, divisioni provinciali | Četvrta nogometna liga, divisioni provinciali | Četvrta nogometna liga, divisioni provinciali | Četvrta nogometna liga, divisioni provinciali | Četvrta nogometna liga, divisioni provinciali | Četvrta nogometna liga, divisioni provinciali | Četvrta nogometna liga, divisioni provinciali | Četvrta nogometna liga, divisioni provinciali | Četvrta nogometna liga, divisioni provinciali | Četvrta nogometna liga, divisioni provinciali | Četvrta nogometna liga, divisioni provinciali | Četvrta nogometna liga, divisioni provinciali | Četvrta nogometna liga, divisioni provinciali | Četvrta nogometna liga, divisioni provinciali | Četvrta nogometna liga, divisioni provinciali | Četvrta nogometna liga, divisioni provinciali | Četvrta nogometna liga, divisioni provinciali | Četvrta nogometna liga, divisioni provinciali |
| 6       | 1 ŽNL, divisioni provinciali                  | 1 ŽNL, divisioni provinciali                  | 1 ŽNL, divisioni provinciali                  | 1 ŽNL, divisioni provinciali                  | 1 ŽNL, divisioni provinciali                  | 1 ŽNL, divisioni provinciali                  | 1 ŽNL, divisioni provinciali                  | 1 ŽNL, divisioni provinciali                  | 1 ŽNL, divisioni provinciali                  | 1 ŽNL, divisioni provinciali                  | 1 ŽNL, divisioni provinciali                  | 1 ŽNL, divisioni provinciali                  | 1 ŽNL, divisioni provinciali                  | 1 ŽNL, divisioni provinciali                  | 1 ŽNL, divisioni provinciali                  | 1 ŽNL, divisioni provinciali                  | 1 ŽNL, divisioni provinciali                  | 1 ŽNL, divisioni provinciali                  | 1 ŽNL, divisioni provinciali                  | 1 ŽNL, divisioni provinciali                  |
| 7       | 2 ŽNL, divisioni provinciali                  | 2 ŽNL, divisioni provinciali                  | 2 ŽNL, divisioni provinciali                  | 2 ŽNL, divisioni provinciali                  | 2 ŽNL, divisioni provinciali                  | 2 ŽNL, divisioni provinciali                  | 2 ŽNL, divisioni provinciali                  | 2 ŽNL, divisioni provinciali                  | 2 ŽNL, divisioni provinciali                  | 2 ŽNL, divisioni provinciali                  | 2 ŽNL, divisioni provinciali                  | 2 ŽNL, divisioni provinciali                  | 2 ŽNL, divisioni provinciali                  | 2 ŽNL, divisioni provinciali                  | 2 ŽNL, divisioni provinciali                  | 2 ŽNL, divisioni provinciali                  | 2 ŽNL, divisioni provinciali                  | 2 ŽNL, divisioni provinciali                  | 2 ŽNL, divisioni provinciali                  | 2 ŽNL, divisioni provinciali                  |
| 8       | 3 ŽNL, divisioni provinciali                  | 3 ŽNL, divisioni provinciali                  | 3 ŽNL, divisioni provinciali                  | 3 ŽNL, divisioni provinciali                  | 3 ŽNL, divisioni provinciali                  | 3 ŽNL, divisioni provinciali                  | 3 ŽNL, divisioni provinciali                  | 3 ŽNL, divisioni provinciali                  | 3 ŽNL, divisioni provinciali                  | 3 ŽNL, divisioni provinciali                  | 3 ŽNL, divisioni provinciali                  | 3 ŽNL, divisioni provinciali                  | 3 ŽNL, divisioni provinciali                  | 3 ŽNL, divisioni provinciali                  | 3 ŽNL, divisioni provinciali                  | 3 ŽNL, divisioni provinciali                  | 3 ŽNL, divisioni provinciali                  | 3 ŽNL, divisioni provinciali                  | 3 ŽNL, divisioni provinciali                  | 3 ŽNL, divisioni provinciali                  |